# 승리맨
《승리맨》(勝利マン)은 떴다! 럭키맨의 등장인물이다. 성우는 모리카와 토시유키/현경수.

## 소개
본명 니이타카야마노보루. 3형제 중에서 장남이자 우정맨과 노력맨의 큰형이기도 하다.
```
뭐든지 승리하려고 하는 히어로이다. 하지만 그것 또한 이유가 있었다고 한다.
승리맨이 어릴때 몸이 약했던 어머니가 죽기 직전 순간에 더 이상 동생을 죽지 말게 하라고 약속을 했었기 때문에
어릴때 
노력맨
이 무엇을 하던 그것에 끼어들어서 더 이상 싸움을 못하게 한다. 
노력맨
이 결승점에 만날 때에도 마개를 이용해 
노력맨
에게 무기를 썼다고 거짓말을 했던이유도 그것 때문이였다.
```

그러나 자신이 생각을 잘못 생각해서 성격이 엉뚱하다는것을 알 수 있다.
그래서 노력맨에게 싸워도 된다고 말했다.지구에 살기 위해 "이소노 쇼리(磯野勝利) / 코믹스판 한국명 - 나승리"라는 인간의 모습으로 들어온다.